# Ligne 77A (Infrabel)
La ligne 77A est une ancienne ligne de chemin de fer belge qui reliait Lokeren à Moerbeke-Waes en direction de Zelzate. Concédée à la Compagnie du chemin de fer d'Eecloo à Anvers. Ouverte en 1867 et 1873, elle ferme par sections entre 1940 et 2008.

## Historique

### Genèse
En 1864 est concédé un chemin de fer de Lokeren à Zelzate, non loin de la frontière hollandaise, qui constituera un prolongement utile à la ligne de Lokeren à Termonde du Chemin de fer Dendre-et-Waes, offrant un accès au ports de la mer du Nord de Terneuzen, où déchargent alors les navires ne pouvant remonter l'Escaut. Il est fait mention que ce chemin de fer devait originellement se prolonger entre Assenede et le port hollandais de Breskens, et du fait que la ligne devait permettre de circonvenir au péage sur l'Escaut, imposé par les Pays-Bas aux navires marchands à destination d'Anvers après la révolution de 1830. Cette taxe avait toutefois été abolie en 1863.
Elle remet[Quand ?] sa concession entre les mains de la Société générale d'exploitation de chemins de fer (SGE) qui doit réaliser les travaux de prolongement, exécutés par la Compagnie des bassins houillers du Hainaut dont l'actionnaire majoritaire est l'homme d'affaire Simon Philippart. La SGE joue également la même fonction pour la Création de Compagnie du chemin de fer d'Eecloo à Anvers. Les deux lignes utiliseront la section commune de Moerbeke-Waes à Zelzate et Assenede.
Dès 1870, l’État belge démantèle la SGE en rachetant 601 km de lignes, construites ou projetées, mais charge simultanément les Bassins Houillers de réaliser les lignes non encore achevées ainsi qu'un nouveau lot de lignes nouvelles, le tout pour le compte de l’État. Les lignes des Flandres (en particulier la Flandre-Occidentale) ne sont pas concernées par cette vague de rachats.

### Mise en service
La ligne de Zelzate à Lokeren, via Moerbeke, est mise en service le 25 mars 1867.
Moerbeke-Waes devient une gare de bifurcation le 20 octobre 1873 avec la mise en service de la section de Moerbeke à Saint-Gilles-Waes.
Cette ligne partant d'Eeklo n'atteindra cependant jamais Anvers, si ce n'est par le biais de la section Saint-Nicolas - Anvers (rive gauche) de la ligne ligne d'Anvers (rive gauche) à Gand, mise à l'écartement normal par l'État en 1897. Le chemin de fer de Lokeren à la frontière des Pays-bas restera lui-aussi limité à Assenede ; la gare de Zelzate étant en communication avec les pays-bas par le Chemin de fer de Gand à Terneuzen.
La déroute financière du groupe constitué par Philippart conduit à la faillite des Bassins Houillers et à la dissolution du syndicat regroupant les dernières concessions. L'Administration des chemins de fer de l'État belge, future SNCB, reprend celle de Lokeren-Zelzate le 1er juillet 1878.
Par la suite, la délimitation des lignes ferroviaires est repensée. La ligne de la Compagnie est ainsi divisée comme suit : Ligne 77A de Lokeren à Moerbeke-Waes ; section de Moerbeke à Zelzate de la ligne 77 et section de Zelzate à Assenede de la ligne 55A.
La continuité entre ces trois lignes est mise à mal par la destruction en 1918 du pont à l'entrée de Zelzate sur le Canal Gand-Terneuzen. Cet ouvrage de grandes dimensions en raison de l'élargissement progressif du canal depuis 1877 n'est reconstruit qu'en 1928 et dynamité à nouveau en 1940. La SNCB choisit de ne pas le remplacer et la rive droite du canal devient le terminus de la ligne 77, reliée au reste du réseau via Saint-Gilles-Waes et Lokeren.
Sur la ligne 77, les trains de voyageurs sont suspendus le 10 mai 1952. La section de Sint-Gillis à Kemzeke est démantelée en 1956 faisant de la ligne 77A le seul moyen d'accéder au nœud ferroviaire de Moerbeke-Waes.
Le 29 mai 1960 a lieu la dernière circulation d'un train de voyageurs sur la ligne 77A.
Au milieu des années 1960, l'élargissement du canal Gand-Terneuzen provoque l'abandon de l'ancienne gare de Zelzate et le déplacement du cours du canal à la sortie de la ville, sans pont pour le passage des trains. Le canal ayant été comblé au niveau du pont détruit en 1940, les industries situées autour de l'ancienne gare de Zelzate sont à nouveau raccordées à la ligne 77. La SNCB choisit de créer la ligne industrielle 204 qui relie en rive droite du canal Gand à Zelzate en se raccordant à la ligne 77.
Ce nouvel itinéraire, qui peut aussi être utilisé pour accéder à Moerbeke-Waes, rend superflue la ligne 77A qui ferme vers 1971, en dehors de la courte section située entre la gare de Moerbeke-Waes et l'usine sucrière. La fermeture de cette sucrerie entraîne la suppression de ce dernier vestige de la ligne en 2008.

## Caractéristiques
Longue de 9 km, la ligne 77A ne comportait qu'une gare intermédiaire, Eksaarde, ainsi que le point d'arrêt de Daknam. La gare de Moerbeke-Waes ainsi que celle de Wachtebeke faisaient à l'origine partie de la même ligne avant que ne soit mise en service la ligne d'Eeklo à Saint-Gilles-Waes.
Lokeren est en 1867 une gare de bifurcation avec le chemin de fer à voie étroite de Gand à Anvers (rive gauche) raccordée depuis 1856 à la ligne de la compagnie Dendre-et-Waes vers Termonde et Alost qui assure la continuité grâce à ses ramifications vers Bruxelles et Ath. La mise à voie normale de la ligne de Gand à Anvers vers 1896 complétera le trafic.